# Michi Lange
Michi Lange ist ein DJ und Remix-Produzent der elektronischen Musikszene.
Er ist regelmäßig auf DJ-Gigs im In- und Ausland vertreten.
Anfang der 90er veröffentlichte Michi Lange Tracks unter dem Projektnamen Altered States, kurze Zeit später tat er sich mit DJ-Kollege Boris Dlugosch zusammen. Dieser war bereits als Resident-DJ im House-Club FRONT tätig. Beide fertigten als Produzenten-Duo bekannte Remixe an, wie zum Beispiel Horny von Mousse T., Sing It Back von Moloko. Sein Remix für For You von The Disco Boys sorgte ebenfalls für Furore. Auch für Künstler wie Mary J. Blige, Jamiroquai, Mariah Carey, Lighthouse Family, Moby, Roger Sanchez, Daft Punk und Jimmy Somerville haben die beiden bereits Remixe angefertigt. Neben seinen Arbeiten als Remixer war er auch Mitglied folgender Musikprojekte: Altered States (mit Boris Dlugosch), BMR (mit Boris Dlugosch), Les Visiteurs (mit Boris Dlugosch und Tommie Sunshine) und Peppermint Jam Allstars (mit Boris Dlugosch und Mousse T.). Entstanden sind auch eigene Produktionen wie bsw. B.M.R. feat. Level 42 Starchild, Boris Dlugosch feat. Róisín Murphy Never Enough oder der unter seinem eigenen Namen veröffentlichte Track Brothers And Sisters.